# Symfonie nr. 1 (Edwards)
Ross Edwards componeerde zijn Symfonie nr. 1 Da pacem Domine in 1991, hij was toen 48 jaar.

## Geschiedenis
In 1982 kwam het bij Edwards tot een stijlbreuk in zijn werk; hij ging meer contemplatieve muziek componeren en dat is dan ook terug te vinden in dit werk. Het is geschreven naar aanleiding van de Eerste Golfoorlog en het overlijden van vriend en muziekcollega dirigent Stuart Challender. De subtitel Da pacem Domine (Geef ons Vrede, God) moet , aldus de componist, gezien worden als een wens en niet de situatie die eventueel bereikt is. Jorge Mester gaf in de première van augustus 1992 leiding aan het West Australian Symphony Orchestra in the Perth Concert Hall.

## Muziek
De muziek begint als een langzame klaagzang in de lage strijkers, die op gang worden gehouden door slagen op een grote trom in de verte. De voortstuwing zal gedurende de gehele compositie nauwelijks van tempo veranderen. Later toegevoegde stemmen brengen wel een nieuwe impuls, maar het basistempo blijft. De eendelige compositie krijgt gedurende haar eerste veertien minuten steeds meer kracht. Elke nieuwe stem gebruikt daarbij het centrale thema, lange noten voorafgegaan door een trage voorslag bestaande uit een kleine secunde hoger liggende toon. Na veertien minuten volgt een korte stilte waarna het werk eigenlijk weer van voren af aan begint. Door de opbouw met behulp van bijvoorbeeld een koraalachtige structuur ontstaat na verloop van tijd een orkestklank, die vergelijkbaar is van een volledig ingezet kerkorgel. Een muzikale oplossing blijft gedurende het gehele werk achterwege, waardoor het verlangen naar rust blijft.

## Orkestratie
- 3 dwarsfluiten; 3 hobo's; 3 klarinetten; 3 fagotten;
- 4 hoorn; 3 trompetten; 3 trombones;1 tuba
- pauken; percussie; celesta; harp
- strijkers

## Bron en discografie
- Uitgave ABC Classics: Adelaide Symphony Orchestra o.l.v. Richard Mills; (bron)
- Uitgave ABC Classics: Sydney Symphony o.l.v. David Porcelijn